# StRaten-generaal
StRaten-generaal is een burgerbeweging van vrijwilligers zonder vast ledenbestand, opgericht in 1999. Aanvankelijk was de beweging vooral actief in Antwerpen, meer bepaald rond de besluitvorming bij bouwprojecten met een grote impact op de leefkwaliteit. Haar aandacht ging hierbij vooral naar de omgang van de stedelijke en Vlaamse overheid met inspraak. De vereniging groeide uit tot een regionale open organisatie die actueel in Vlaanderen inspirerend en ondersteunend werkt op het gebied van burgerparticipatie.

## Ontstaan
In oktober 1998 rees verzet tegen de plannen van het Antwerpse stadsbestuur om een aantal Japanse kerselaars voor het Koninklijk Museum van Schone Kunsten te rooien. Enkele Antwerpenaren spanden daarop een proces aan om het rooien van de bomen te beletten. Nog voor de behandeling van de rechtszaak werden de bomen op 27 oktober onder politiebegeleiding alsnog gerooid. De rechtbank beschouwde hierop de zaak zonder voorwerp.
Deze gebeurtenissen vormden de directe aanleiding voor de oprichting van stRaten-generaal.

## Geschiedenis
In 2003 ondersteunde de beweging het stedelijk participatieproces voor de integratie van lokale bezorgdheden in het project Park Spoor Noord in Antwerpen.
Naar aanleiding van de regionale verkiezingen van 2004 ontwikkelde ze samen met De Wakkere Burger de gomlijst van de kritische burger. Deze had als doel de kiezers te helpen om schijnkandidaten op te sporen en hierdoor bewuster te kunnen kiezen.
In 2005 werd de 4de stRaten-generaalprijs uitgereikt aan prof. Ricardo Petrella voor zijn boek "Het menselijk verlangen; het recht om te dromen", de directe aanleiding voor de oprichting van de "University for the Common Good" in Antwerpen in juni 2005.
Ook in 2005 startte de beweging haar verzet tegen de Oosterweelverbinding. Ze slaagde er na jaren actievoeren in om het viaductproject aanzienlijk te laten bijsturen.
In 2007 verleende stRaten-generaal zijn medewerking aan het onderzoek 'Burgerparticipatie in Vlaamse steden' in opdracht van Minister Marino Keulen.
In 2010 kreeg stRaten-generaal de Prijs voor de Democratie. De jury prees het collectief voor de geduldige opbouw van informatie, de stevige kritiek maar ook omwille van de gedegen uitwerking van alternatieve oplossingen voor de Antwerpse mobiliteit. Door de specifieke aanpak leverde de vereniging volgens de jury een belangrijke bijdrage tot de uitbouw van een kwaliteitsvolle participatieve democratie.

## Organisatie
De groep steunt op vrijwilligers, en wordt geleid door een open stuurgroep. Voor formele aangelegenheden werkt StRaten-generaal met de vzw Straatego. StRaten-generaal zetelt in officiële inspraakorganen zoals GECORO (gemeentelijke commissie voor ruimtelijke ordening ) en de Milieuraad Antwerpen.

## Oosterweelverbinding

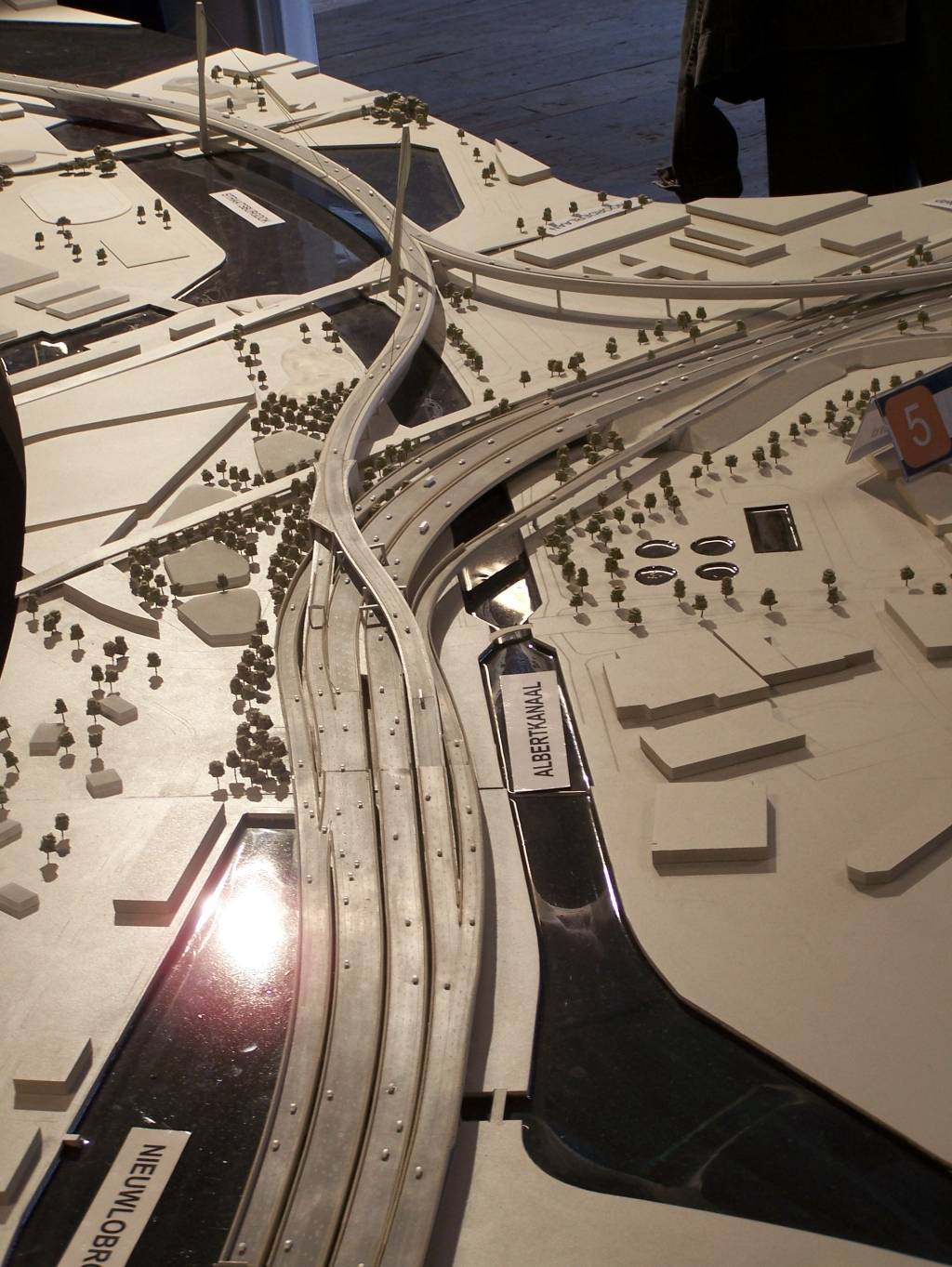
Een maquette van de gecontesteerde Lange Wapperbrug

StRaten-generaal kwam bij het Vlaamse publiek vooral in de belangstelling door zijn kritiek op, en verzet tegen de Oosterweelverbinding, het omstreden project om de Antwerpse ringsnelweg te sluiten. De eerste plannen daartoe, die reeds eind de jaren 90 werden opgemaakt, voorzagen een viaduct, de Lange Wapperbrug. Een dergelijke viaduct zou niet alleen goedkoper zijn dan de tunnelvariant, maar ook de stad Antwerpen een unieke landmark bezorgen. De meeste politici reageerden dan ook aanvankelijk positief op de plannen, ook toenmalig Groen-politica Mieke Vogels Pas enkele jaren later kwam de milieu- en gezondheidsproblematiek meer op de voorgrond. In 2005 stuurde Manu Claeys een nota naar StRaten-generaal, waarin hij wees op de negatieve effecten van de Oosterweelverbinding op de Antwerpse stadsontwikkeling. In samenwerking met Peter Verhaeghe werd een alternatief voorgesteld, en StRaten-generaal begon, in samenwerking met andere organisaties, met een bewustmakingscampagne bij de Antwerpse bevolking, die leidde tot een breed gedragen protestbeweging.
De besluitvorming rond de Oosterweelverbinding was tot dan toe weinig transparant verlopen. De Vlaamse regering had de projectleiding in handen gegeven van een autonome organisatie, de BAM, waar juristen en ingenieurs uit vrees voor juridische procedures zo weinig mogelijk hebben gecommuniceerd.
In de daaropvolgende jaren is StRaten-generaal erin geslaagd een breed burgerprotest te onderbouwen met technisch goed gestoffeerde alternatieven.
In de polemiek rond het PFOS-schandaal bij de aanleg van de Oosterweeltunnel in 2021 pleitte de overheid ervoor om de werken ondanks de vervuiling voort te zetten. Burgerbewegingen Ademloos, Ringland en StRaten-generaal sloten zich hierbij aan, omdat ze vreesden dat het stilleggen ook het einde van de sanering zou betekenen.

## Invloed op de politieke besluitvorming in Vlaanderen
“Vlaanderen kent geen open debatcultuur rond mobiliteitsthema’s”.p. 147 Sedert de burgerbeweging van StRaten-generaal en meewerkende organisaties is duidelijk geworden welke politieke moeilijkheden rijzen wanneer een overheid (in casu de Vlaamse) zich voor grote infrastructuurwerken afschermt, en het overleg beperkt tot enkele gevestigde instellingen en organen. Niche-actoren of bewonersgroepen die bij de transitie naar een duurzame mobiliteit onontbeerlijk zijn, worden op die manier buitengesloten en tekenen verzet aan, waardoor de projecten procedureslagen worden, met groot tijdverlies tot gevolg. Mede daarom wordt nu gepleit voor een breder en soepeler overleg. Volgens ondernemer Christian Leysen “hebben beleidsmakers niet meer het privilege om gelijk welk mega-project door de strot van de gemeenschap te duwen”, en zou dat besef grotendeels aan StRaten-generaal te danken zijn.p. 5
Na een uitgebreide media-analyse rond het Oosterweelprotest gewaagden politicologen E. Wolf en W. Van Dooren van een boemerangeffect, wanneer politici proberen het publieke debat te beëindigen door het te “depolitizeren”. Ze suggereren beleid en wetenschap om meer aandacht te besteden aan de productieve aspecten van maatschappelijke conflicten.
Andere wetenschappers stelden zich echter de vraag of deze burgerprotesten, door hun specifieke focus op een beperkt aantal projecten, volstaan om te kunnen spreken van een brede burgerbeweging.